# Musik flow
 Denne artikel bør gennemlæses af en person med fagkendskab for at sikre den faglige korrekthed.

 Der er for få eller ingen kildehenvisninger i denne artikel, hvilket er et problem. Du kan hjælpe ved at angive troværdige kilder til de påstande, som fremføres i artiklen.

Flow betyder ligesom stil, en genre der beskriver en bestemt bevægelse i udtrykt form af lyd. Et flow kan beskrive et tempo, en sangstil eller en anderledes form af lyrikangivelse. Dobbelt-tempo er kendt som et flow som bruges af bl.a. Flo Rida. 
Et flow kan ændre sig hele tiden og beskriver en bestemt betydning eller tempo af lyrik. Rappere som Namo har udviklet et flow i form af sang. Hans originale tekst til "Bare Vent Til Sommer" skulle oprindeligt rappes, men udviklede sig til sang, fordi han ændrede flow.[kilde mangler] Andre kunstnere ændrer konstant flow for at udvikle deres personlige horisonter og for at brede sig ud.